# Primitivo di Manduria
Der Primitivo di Manduria ist ein Rotwein aus der süditalienischen Region Apulien. Sein Anbaugebiet umfasst Teile der Provinzen Tarent und Brindisi an der Südküste der Halbinsel Salento, dem „Absatz des italienischen Stiefels“. Namensgebend für die Denomination ist die Stadt Manduria. Die Weine werden zum größten Teil aus der Rebsorte Primitivo (auch: Zinfandel, Tribidrag oder Crljenak Kaštelanski genannt) gekeltert. Der Primitivo di Manduria erhielt 1974 den DOC-Status. Als Süßwein ausgebaut trägt er den Namen Primitivo di Manduria Dolce Naturale und wurde am 23. Februar 2011 als erster Wein Apuliens DOCG klassifiziert.

## Anbaugebiet
Der Anbau der Trauben für den Primitivo di Manduria ist auf den Gemeindegebieten (ganz oder teilweise) von folgenden Gemeinden zugelassen: Manduria, Carosino, Monteparano, Leporano, Pulsano, Faggiano, Roccaforzata, San Giorgio Jonico, San Marzano di San Giuseppe, Fragagnano, Lizzano, Sava, Torricella, Maruggio, Avetrana und Taranto.
Im Jahr 2017 wurden von 2722 Hektar Rebfläche 238.161 Hektoliter DOC-Wein erzeugt. Vom Primitivo di Manduria Dolce Naturale wurden von 43 Hektar 1.111 Hektoliter Dessertwein erzeugt.

## Produktionsvorschriften

### Primitivo di Manduria DOC
- Rebsorten: Primitivo mindestens 85 %, bis zu 15 % andere nicht aromatische rote Rebsorten, die in den Provinzen Tarent und Brindisi zugelassen sind.[1]
- Hektarhöchstertrag: 9 Tonnen Trauben/Hektar, 63 Hektoliter Wein/Hektar.
- Reifezeit: Der Primitivo di Manduria darf ab dem 31. März des auf die Ernte folgenden Jahres vermarktet werden. Mit der Bezeichnung Riserva muss er mindestens zwei Jahre reifen, von diesen mindestens 9 Monate im Holzfass.

### Primitivo di Manduria Dolce Naturale DOCG
- Rebsorten: 100 % Primitivo.[1]
- Der Wein entsteht aus Trauben, die erst angetrocknet werden, bevor sie vinifiziert werden. Diese Teilrosinierung geschieht entweder auf speziellen Trocknungsvorrichtungen (siehe Strohwein) oder direkt am Rebstock. Dieser Vorgang heißt bei italienischen Weinen Appassimento (siehe Passito).
- Hektarhöchstertrag: 7 Tonnen Trauben/Hektar, 42 Hektoliter Wein/Hektar.
- Reifezeit: Primitivo di Manduria Dolce Naturale darf ab dem 1. Juni des auf die Ernte folgenden Jahres vermarktet werden.

## Beschreibungen

### Primitivo di Manduria DOC
- Farbe: intensives Rot, mit granatroten Reflexen im Alter[1]
- Geruch: reich, komplex
- Geschmack: von trocken bis restsüß, charakteristisch
- Alkoholgehalt: mindestens 13,5 % Vol.
- Säuregehalt: mind. 5,0 g/l
- Trockenextrakt: mind. 26,0 g/l
- Restzucker: höchstens 18,0 g/l

### Primitivo di Manduria Riserva DOC
- Farbe: intensives Rot, mit granatroten Reflexen[1]
- Geruch: reich, komplex, mit Anklängen an Pflaume
- Geschmack: von trocken bis restsüß, körperreich, samtig
- Alkoholgehalt: mindestens 14 % Vol.
- Säuregehalt: mind. 5,0 g/l
- Trockenextrakt: mind. 26,0 g/l
- Restzucker: höchstens 18,0 g/l

### Primitivo di Manduria Dolce Naturale DOCG
- Farbe: intensives Rot, mit granatroten Reflexen[1]
- Geruch: reich, komplex, mit Anklängen an Pflaume
- Geschmack: süß, körperreich, samtig
- Alkoholgehalt: mindestens 16 % Vol.
- Säuregehalt: mind. 5,0 g/l
- Trockenextrakt: mind. 30,0 g/l
- Restzucker: mindestens 50,0 g/l